# Portugal International
Die Portugal International sind die offenen internationalen Meisterschaften von Portugal im Badminton. Sie werden seit 1965 im jährlichen Rhythmus ausgetragen.

## Die Sieger
| Saison | Herreneinzel            | Dameneinzel              | Herrendoppel                            | Damendoppel                          | Mixed                                     |
| ------ | ----------------------- | ------------------------ | --------------------------------------- | ------------------------------------ | ----------------------------------------- |
| 1965   | Otto Hecker             | Peggy Brixhe             | Fernando Pinto Pinto Alves              | Isabel Salema Peggy Brixhe           | Fernando Pinto Peggy Brixhe               |
| 1966   | Anton Sauter            | Isabel Rocha             | Fernando Pinto Pinto Alves              | Conceição Felizardo Isabel Rocha     | José Bento Isabel Rocha                   |
| 1967   | José Bento              | Isabel Rocha             | Fernando Pinto Francisco Lemos          | Conceição Felizardo Isabel Rocha     | José Azevedo Isabel Rocha                 |
| 1968   | Oscar Lujan             | nicht ausgetragen        | Oscar Lujan Monge Dias                  | nicht ausgetragen                    | Jan Holtnæs Cecília Geirinhas             |
| 1969   | Jan Holtnæs             | Isabel Rocha             | Jan Holtnæs Anton Sauter                | nicht ausgetragen                    | Jan Holtnæs Susan Bennett                 |
| 1970   | Erich Linnemann         | Peggy Brixhe             | Anton Sauter Erich Linnemann            | Helena Dias Isabel Rocha             | José Bento Isabel Rocha                   |
| 1971   | Anton Sauter            | Fina Salazar             | Anton Sauter Erich Linnemann            | nicht ausgetragen                    | Alfredo Salazar Fina Salazar              |
| 1972   | Philip Smith            | Nora Gardner             | Eddy Sutton William Kidd                | Nora Gardner Barbara Giles           | William Kidd Barbara Giles                |
| 1973   | Ray Stevens             | Margaret Beck            | Ray Stevens Elliot Stuart               | Nora Gardner Barbara Giles           | Ray Stevens Barbara Giles                 |
| 1974   | Elo Hansen              | Barbara Giles            | David Hunt William Kidd                 | Margo Winter Barbara Giles           | David Hunt Margo Winter                   |
| 1975   | nicht ausgetragen       | nicht ausgetragen        | nicht ausgetragen                       | nicht ausgetragen                    | nicht ausgetragen                         |
| 1976   | Michael Wilks           | Jane Webster             | Michael Wilks Peter Bullivant           | Jane Webster Kathleen Redhead        | Peter Bullivant Kathleen Redhead          |
| 1977   | Tariq Farooq            | Karen Bridge             | Ola Eriksson Christian Lundberg         | Karen Bridge Anne Statt              | Tim Stokes Karen Bridge                   |
| 1978   | Thomas Kihlström        | Marjan Ridder            | Thomas Kihlström Bengt Fröman           | Barbara Sutton Paula Kilvington      | Eddy Sutton Barbara Sutton                |
| 1979   | Ray Stevens             | Nora Perry               | Ray Stevens Elliot Stuart               | Nora Perry Eva Stuart                | Ray Stevens Nora Perry                    |
| 1980   | David Eddy              | Eva Stuart               | David Eddy Elliot Stuart                | Gillian Clark Kathleen Redhead       | Ray Rofe Kathleen Redhead                 |
| 1981   | Kevin Jolly             | Catharine Troke          | Ray Stevens Derek Talbot                | Marjan Ridder Else Thoresen          | Billy Gilliland Eva Stuart                |
| 1982   | Ray Stevens             | Catharine Troke          | Ray Stevens Darren Hall                 | Nora Perry Catharine Troke           | Ray Stevens Nora Perry                    |
| 1983   | Kevin Jolly             | Alison Fisher            | Billy Gilliland Alex White              | Alison Fisher Jane Shipman           | Billy Gilliland Jane Shipman              |
| 1984   | Thomas Angarth          | Fiona Elliott            | Gerry Asquith Elliot Stuart             | Fiona Elliott Eva Stuart             | Gerry Asquith Fiona Elliott               |
| 1985   | Niels Skeby             | Fiona Elliott            | Niels Skeby Poul-Erik Høyer Larsen      | Fiona Elliott J. Elliot              | Mark Elliott Fiona Elliott                |
| 1986   | Kenny Middlemiss        | Eva Stuart               | David Eddy Elliot Stuart                | Margarida Cruz Paula Sousa           | Kenny Middlemiss Margarida Cruz           |
| 1987   | Peter Patel             | Pernille Dupont          | David Eddy Elliot Stuart                | Pernille Dupont Lotte Olsen          | José Nascimento Lotte Olsen               |
| 1988   | Stéphane Renault        | Christelle Mol           | Nick Pettman Jon Pulford                | Cécilia Brun Christelle Mol          | José Nascimento Christelle Mol            |
| 1989   | Øystein Larsen          | Maria José Gomes         | Øystein Larsen Trond Wåland             | Maria José Gomes Zamy Gomes          | Flemming Glyager Gitte Hansen             |
| 1990   | Peter Smith             | Julia Mann               | Peter Smith Nitin Panesar               | Julia Mann Tanya Groves              | Nitin Panesar Tanya Groves                |
| 1991   | Anders Nielsen          | Astrid van der Knaap     | Andy Goode Glen Milton                  | Elena Denisova Marina Yakusheva      | Chris Hunt Tracy Dineen                   |
| 1992   | Andrey Antropov         | Elena Rybkina            | Andy Goode Chris Hunt                   | Joanne Wright Joanne Davies          | Andy Goode Joanne Wright                  |
| 1993   | Andrey Antropov         | Marina Andrievskaia      | Chan Kin Ngai Wong Wai Lap              | Marina Andrievskaia Marina Yakusheva | Nikolay Zuev Marina Yakusheva             |
| 1994   | Martin Lundgaard Hansen | Irina Jakuschewa         | Thomas Damgaard Jan Jørgensen           | Rikke Olsen Helene Kirkegaard        | Martin Lundgaard Hansen Rikke Olsen       |
| 1995   | Martin Lundgaard Hansen | Anne Søndergaard         | Henrik Sørensen Martin Lundgaard Hansen | Majken Vange Mette Hansen            | Peder Nissen Mette Hansen                 |
| 1996   | Rikard Magnusson        | Karolina Ericsson        | Ian Pearson James Anderson              | Emma Chaffin Tracey Hallam           | Nathan Robertson Gail Emms                |
| 1997   | Peter Janum             | Anne Gibson              | Fernando Silva Hugo Rodrigues           | Karen Peatfield Tracey Hallam        | Russell Hogg Karen Peatfield              |
| 1998   | Niels Christian Kaldau  | Tanya Woodward           | James Anderson Ian Pearson              | Tracy Dineen Sarah Hardaker          | Iain Sydie Denyse Julien                  |
| 1999   | Peter Janum             | Ella Karachkova          | Manuel Dubrulle Vincent Laigle          | Sara Sankey Ella Miles               | Björn Siegemund Karen Stechmann           |
| 2000   | Rikard Magnusson        | Elena Nozdran            | Janek Roos Joachim Fischer Nielsen      | Lene Mørk Britta Andersen            | Mathias Boe Karina Sørensen               |
| 2001   | Oliver Pongratz         | Pi Hongyan               | Michael Keck Joachim Tesche             | Ella Miles Sara Sankey               | Björn Siegemund Nicol Pitro               |
| 2002   | Niels Christian Kaldau  | Julia Mann               | Michał Łogosz Robert Mateusiak          | Lene Mørk Helle Nielsen              | Fredrik Bergström Jenny Karlsson          |
| 2003   | Niels Christian Kaldau  | Pi Hongyan               | Jim Laugesen Michael Søgaard            | Julie Houmann Helle Nielsen          | Fredrik Bergström Johanna Persson         |
| 2004   | Stanislav Pukhov        | Tracey Hallam            | Simon Archer Robert Blair               | Nadieżda Kostiuczyk Kamila Augustyn  | Simon Archer Donna Kellogg                |
| 2005   | Arif Rasidi             | Yuan Wemyss              | Anthony Clark Simon Archer              | Sandra Marinello Kathrin Piotrowski  | Anthony Clark Donna Kellogg               |
| 2006   | Michael Christensen     | Yuan Wemyss              | Anders Kristiansen Simon Mollyhus       | Liza Parker Jenny Day                | Rasmus Andersen Mie Schjøtt-Kristensen    |
| 2007   | Peter Mikkelsen         | Judith Meulendijks       | Mikkel Delbo Larsen Jacob Chemnitz      | Jenny Wallwork Suzanne Rayappan      | Rasmus Bonde Christinna Pedersen          |
| 2008   | Anand Pawar             | Kaori Imabeppu           | Ruud Bosch Koen Ridder                  | Cai Jiani Zhang Xi                   | Zhang Yi Cai Jiani                        |
| 2009   | Magnus Sahlberg         | Jill Pittard             | Ruben Gordown Khosadalina Stenny Kusuma | Emelie Lennartsson Emma Wengberg     | Łukasz Moreń Natalia Pocztowiak           |
| 2010   | Kenn Lim                | Telma Santos             | Martin Kragh Anders Skaarup Rasmussen   | Alexandra Langley Lauren Smith       | Zvonimir Đurkinjak Staša Poznanović       |
| 2011   | Sven Eric Kastens       | Sashina Vignes Waran     | Niclas Nøhr Mads Pedersen               | Alexandra Langley Lauren Smith       | Robin Middleton Alexandra Langley         |
| 2012   | Dieter Domke            | Beatriz Corrales         | Zvonimir Đurkinjak Nikolaj Overgaard    | Alexandra Langley Gabrielle White    | Marcus Ellis Gabrielle White              |
| 2013   | Misbun Ramdan           | Ella Diehl               | Anders Skaarup Rasmussen Kim Astrup     | Lena Grebak Maria Helsbøl            | Jones Ralfy Jansen Keshya Nurvita Hanadia |
| 2014   | Rei Sato                | Sandra-Maria Jensen      | Kazuki Matsumaru Izumi Okoshi           | Sarah Thomas Carissa Turner          | Roman Zirnwald Elisabeth Baldauf          |
| 2015   | Kazumasa Sakai          | Sayaka Takahashi         | Peter Briggs Tom Wolfenden              | Ayane Kurihara Naru Shinoya          | Filip Michael Duwall Myhren Emma Wengberg |
| 2016   | Niluka Karunaratne      | Mia Blichfeldt           | Ong Yew Sin Teo Ee Yi                   | Goh Yea Ching Peck Yen Wei           | Mikkel Mikkelsen Mai Surrow               |
| 2017   | Subhankar Dey           | Sayaka Takahashi         | Kazuaki Oshima Yuta Yamasaki            | Chisato Hoshi Naru Shinoya           | Anton Kaisti Jenny Nyström                |
| 2018   | Rasmus Messerschmidt    | Qi Xuefei                | Lu Chen Ye Hong-wei                     | Li Zi-qing Teng Chun-hsun            | Peter Käsbauer Olga Konon                 |
| 2019   | Felix Burestedt         | Porntip Buranaprasertsuk | Chang Ko-chi Lee Fang-jen               | Julie Finne-Ipsen Clara Nistad       | Chang Ko-chi Lee Chih-chen                |
| 2020   | Brice Leverdez          | Sabrina Jaquet           | Lucas Corvée Brice Leverdez             | Lauren Middleton Holly Newall        | Christopher Grimley Eleanor O’Donnell     |
| 2021   | Ditlev Jæger Holm       | Laura Sárosi             | Mads Pieler Kolding Frederik Søgaard    | Christine Busch Amalie Schulz        | Callum Hemming Jessica Pugh               |
| 2022   | Andi Fadel Muhammad     | Hsu Wen-chi              | Ye Hong-wei Su Ching-heng               | Vimala Heariau Sharone Bauer         | Ye Hong-wei Lee Chia-hsin                 |
| 2023   | Johnnie Torjussen       | Neslihan Yiğit           | Julien Maio William Villeger            | Bengisu Erçetin nazlıcan Inci        | Andreas Søndergaard Iben Bergstein        |
| 2024   | Joakim Oldorff          | Devika Sihag             | Chen Zhi-ray Lin Yu-chieh               | Chloe Birch Estelle van Leeuwen      | Ethan van Leeuwen Chloe Birch             |
| 2025   | Daniil Dubovenko        | Rachel Chan              | Bjarne Geiss Jan Colin Völker           | Margot Lambert Camille Pognante      | Grégoire Deschamp Margot Lambert          |